# Ellens
Ellens ist ein Ortsteil der Gemeinde Zetel im Landkreis Friesland in Niedersachsen.

## Lage
Ellens liegt im äußersten Nordosten des Gemeindegebietes und ist nur rund einem Kilometer von der Autobahnabfahrt Zetel/Blauhand der Bundesautobahn 29 entfernt.

## Geschichte
Der Ort Ellens wird erstmals um 1124 als Kirchspiel mit dem Namen Anaclingun erwähnt. Spätere Namen sind Enelinge, Alanze oder Alanse. Die Willehaduskirche des Kirchspiels, 1190 erstmals erwähnt, lag auf einer Geesterhöhung in der sonst flachen Umgebung. Während der Marcellusflut von 1362 sowie der Antoniflut von 1511 wurde die Kirche stark in Mitleidenschaft gezogen. 1514 soll sie dann von durchziehenden Landsknechten verbrannt worden sein. Was vom Gebäude übrig geblieben war, zerstörte ein Sturm 1590 endgültig.
Nach der Antoniflut lag Ellens als Geestinsel im Schwarzen Brack. Die Insel hatte nur noch eine Länge von rund einem Kilometer bei einer Breite von 200 bis 300 Metern. Ende des 16. Jahrhunderts wurde Ellens bekannt durch den nach ihr benannten Ellenser Damm, der zwischen 1596 und 1615 entstand. Er führte quer durch das Watt des Schwarzen Bracks und verband damit das südlich gelegene Oldenburger Land mit dem Jeverland im Norden.